# Ecuador op de Olympische Zomerspelen 2020
Ecuador neemt deel aan de Olympische Zomerspelen 2020 in Tokio, Japan.

## Medailleoverzicht
| Medaille | Naam            | Sport         | Onderdeel  | Datum      |
| -------- | --------------- | ------------- | ---------- | ---------- |
| Goud     | Richard Carapaz | Wegwielrennen | wegrit (m) | 24 juli    |
| Goud     | Neisi Damajos   | Gewichtheffen | -76kg (v)  | 1 augustus |
|          |                 |               |            |            |
| Zilver   | Tamara Salazar  | Gewichtheffen | -87kg (v)  | 2 augustus |

## Atleten
Hieronder volgt een overzicht van de atleten die zich reeds hebben verzekerd van deelname aan de Olympische Zomerspelen 2020.
| sport            | Mannen | Vrouwen | totaal |
| ---------------- | ------ | ------- | ------ |
| Atletiek         | 8      | 10      | 18     |
| Boksen           | 2      | 2       | 4      |
| Boogschieten     | 1      | 0       | 1      |
| Gewichtheffen    | 0      | 4       | 4      |
| Golf             | 0      | 1       | 1      |
| Judo             | 1      | 2       | 3      |
| Paardensport     | 1      | 0       | 1      |
| Moderne vijfkamp | 0      | 1       | 1      |
| Schietsport      | 0      | 2       | 2      |
| Surfen           | 0      | 1       | 1      |
| Tafeltennis      | 1      | 0       | 1      |
| Triatlon         | 0      | 1       | 1      |
| Wielersport      | 3      | 1       | 4      |
| Worstelen        | 0      | 2       | 2      |
| Zwemmen          | 2      | 2       | 4      |
| totaal           | 18     | 30      | 48     |

## Sporten

### Atletiek
Mannen
Loopnummers
| atleet             | onderdeel          | series | series | kwartfinale | kwartfinale | halve finale | halve finale | finale  | finale |
| atleet             | onderdeel          | tijd   | rang   | tijd        | rang        | tijd         | rang         | tijd    | rang   |
| ------------------ | ------------------ | ------ | ------ | ----------- | ----------- | ------------ | ------------ | ------- | ------ |
| David Hurtado      | 20 km snelwandelen | n.v.t. | n.v.t. | n.v.t.      | n.v.t.      | n.v.t.       | n.v.t.       | 1:24.31 | 19     |
| Jordy Jiménez      | 20 km snelwandelen | n.v.t. | n.v.t. | n.v.t.      | n.v.t.      | n.v.t.       | n.v.t.       | 1:27.52 | 35     |
| Brian Pintado      | 20 km snelwandelen | n.v.t. | n.v.t. | n.v.t.      | n.v.t.      | n.v.t.       | n.v.t.       | 1:22.54 | 12     |
| Jhonatan Amores    | 50km snelwandelen  | n.v.t. | n.v.t. | n.v.t.      | n.v.t.      | n.v.t.       | n.v.t.       | 4:05.47 | 27     |
| Andrés Chocho      | 50km snelwandelen  | n.v.t. | n.v.t. | n.v.t.      | n.v.t.      | n.v.t.       | n.v.t.       | 3:59.03 | 19     |
| Claudio Villanueva | 50km snelwandelen  | n.v.t. | n.v.t. | n.v.t.      | n.v.t.      | n.v.t.       | n.v.t.       | 4:53.09 | 47     |

Technische nummers
| atleet       | onderdeel    | kwalificaties | kwalificaties | finale         | finale         |
| atleet       | onderdeel    | afstand       | rang          | afstand        | rang           |
| ------------ | ------------ | ------------- | ------------- | -------------- | -------------- |
| Juan Caicedo | discuswerpen | 57,75         | 28            | niet geplaatst | niet geplaatst |

Vrouwen
Loopnummers
| atlete                                                                                              | onderdeel          | series   | series | kwartfinale | kwartfinale | halve finale   | halve finale   | finale         | finale         |
| atlete                                                                                              | onderdeel          | tijd     | rang   | tijd        | rang        | tijd           | rang           | tijd           | rang           |
| --------------------------------------------------------------------------------------------------- | ------------------ | -------- | ------ | ----------- | ----------- | -------------- | -------------- | -------------- | -------------- |
| Ángela Tenorio                                                                                      | 100m               | bye      | bye    | 11,59       | 6           | niet geplaatst | niet geplaatst | niet geplaatst | niet geplaatst |
| Glenda Morejón                                                                                      | 20 km snelwandelen | n.v.t.   | n.v.t. | n.v.t.      | n.v.t.      | n.v.t.         | n.v.t.         | DNF            | DNF            |
| Karla Jaramillo                                                                                     | 20 km snelwandelen | n.v.t.   | n.v.t. | n.v.t.      | n.v.t.      | n.v.t.         | n.v.t.         | 1:36.32        | 28             |
| Paola Pérez                                                                                         | 20 km snelwandelen | n.v.t.   | n.v.t. | n.v.t.      | n.v.t.      | n.v.t.         | n.v.t.         | 1:31.26        | 9              |
| Andrea Bonilla                                                                                      | marathon           | n.v.t.   | n.v.t. | n.v.t.      | n.v.t.      | n.v.t.         | n.v.t.         | 2:43.30        | 60             |
| Rosa Chacha                                                                                         | marathon           | n.v.t.   | n.v.t. | n.v.t.      | n.v.t.      | n.v.t.         | n.v.t.         | 2:36.44        | 41             |
| Ángela Tenorio(S) Yuliana Angulo(S) Marizol Landázuri(S) Gabriela Anahí Suárez(S) Virginia Villalba | 4x100m             | 43,69 NR | 8      | n.v.t.      | n.v.t.      | n.v.t.         | n.v.t.         | niet geplaatst | niet geplaatst |

### Boksen
Mannen
| atleet              | onderdeel    | eerste ronde         | tweede ronde         | kwartfinale          | halve finale         | finale               | rang           |
| atleet              | onderdeel    | tegenstander uitslag | tegenstander uitslag | tegenstander uitslag | tegenstander uitslag | tegenstander uitslag | rang           |
| ------------------- | ------------ | -------------------- | -------------------- | -------------------- | -------------------- | -------------------- | -------------- |
| Jean Carlos Caicedo | vedergewicht | Butsenko W 3-2       | Takyi V 0-5          | niet geplaatst       | niet geplaatst       | niet geplaatst       | niet geplaatst |
| Julio Castillo      | zwaargewicht | bye                  | Ishaish V 0-4        | niet geplaatst       | niet geplaatst       | niet geplaatst       | niet geplaatst |

Vrouwen
| atlete              | onderdeel     | eerste ronde         | tweede ronde         | kwartfinale          | halve finale         | finale               | rang           |
| atlete              | onderdeel     | tegenstander uitslag | tegenstander uitslag | tegenstander uitslag | tegenstander uitslag | tegenstander uitslag | rang           |
| ------------------- | ------------- | -------------------- | -------------------- | -------------------- | -------------------- | -------------------- | -------------- |
| María José Palacios | lichtgewicht  | Seesondee V 0-5      | niet geplaatst       | niet geplaatst       | niet geplaatst       | niet geplaatst       | niet geplaatst |
| Érika Pachito       | middengewicht | n.v.t.               | Gramane V 1-4        | niet geplaatst       | niet geplaatst       | niet geplaatst       | niet geplaatst |

### Boogschieten
Vrouwen
| atleet           | onderdeel   | plaatsingsronde | plaatsingsronde | eerste ronde         | tweede ronde         | derde ronde          | kwartfinale          | halve finale         | finale / BM          | finale / BM |
| atleet           | onderdeel   | score           | rang            | tegenstander uitslag | tegenstander uitslag | tegenstander uitslag | tegenstander uitslag | tegenstander uitslag | tegenstander uitslag | rang        |
| ---------------- | ----------- | --------------- | --------------- | -------------------- | -------------------- | -------------------- | -------------------- | -------------------- | -------------------- | ----------- |
| Adriana Espinosa | individueel | 606             | 62              | Kang C-y V 0 – 6     | niet geplaatst       | niet geplaatst       | niet geplaatst       | niet geplaatst       | niet geplaatst       | 33          |

### Gewichtheffen
Vrouwen
| atlete            | onderdeel | trekken | trekken | stoten | stoten | totaal | rang   |
| atlete            | onderdeel | score   | rang    | score  | rang   | totaal | rang   |
| ----------------- | --------- | ------- | ------- | ------ | ------ | ------ | ------ |
| Alexandra Escobar | -59 kg    | 95      | DNF     | -      | -      | -      | DNF    |
| Angie Palacios    | -64 kg    | 104     | 2       | 122    | 7      | 226    | 6      |
| Neisi Dajomes     | -76 kg    | 118     | 1       | 145    | 1      | 263    | Goud   |
| Tamara Salazar    | -87 kg    | 113     | 3       | 150    | 263    | 263    | Zilver |

### Golf
Vrouwen
| atleet          | onderdeel | eerste ronde | tweede ronde | derde ronde | vierde ronde | totaal | totaal | totaal |
| atleet          | onderdeel | score        | score        | score       | score        | score  | par    | rang   |
| --------------- | --------- | ------------ | ------------ | ----------- | ------------ | ------ | ------ | ------ |
| Daniela Darquea | vrouwen   | 72           | 73           | 65          | 73           | 283    | -1     | 38     |

### Judo
Mannen
| atleet         | onderdeel | eerste ronde         | tweede ronde         | derde ronde          | kwartfinale          | halve finale         | herkansing           | finale / BM          | finale / BM    |
| atleet         | onderdeel | tegenstander uitslag | tegenstander uitslag | tegenstander uitslag | tegenstander uitslag | tegenstander uitslag | tegenstander uitslag | tegenstander uitslag | rang           |
| -------------- | --------- | -------------------- | -------------------- | -------------------- | -------------------- | -------------------- | -------------------- | -------------------- | -------------- |
| Lenin Preciado | −60 kg    | n.v.t.               | Gerchev V 00 - 10    | niet geplaatst       | niet geplaatst       | niet geplaatst       | niet geplaatst       | niet geplaatst       | niet geplaatst |

Vrouwen
| atleet        | onderdeel | eerste ronde         | tweede ronde         | derde ronde          | kwartfinale          | halve finale         | herkansing           | finale / BM          | finale / BM    |
| atleet        | onderdeel | tegenstander uitslag | tegenstander uitslag | tegenstander uitslag | tegenstander uitslag | tegenstander uitslag | tegenstander uitslag | tegenstander uitslag | rang           |
| ------------- | --------- | -------------------- | -------------------- | -------------------- | -------------------- | -------------------- | -------------------- | -------------------- | -------------- |
| Ozdoba-Błach  | −63 kg    | n.v.t.               | Vargas V 00 - 10     | niet geplaatst       | niet geplaatst       | niet geplaatst       | niet geplaatst       | niet geplaatst       | niet geplaatst |
| Vanessa Chalá | −78 kg    | n.v.t.               | Turchyn V 00 - 10    | niet geplaatst       | niet geplaatst       | niet geplaatst       | niet geplaatst       | niet geplaatst       | niet geplaatst |

### Paardensport

#### Eventing
| ruiter            | paard           | onderdeel   | dressuur    | dressuur | cross-country | cross-country | cross-country | springen     | springen     | springen     | springen       | springen       | springen       | totaal      | totaal |
| ruiter            | paard           | onderdeel   | dressuur    | dressuur | cross-country | cross-country | cross-country | kwalificatie | kwalificatie | kwalificatie | finale         | finale         | finale         | totaal      | totaal |
| ruiter            | paard           | onderdeel   | strafpunten | rang     | strafpunten   | totaal        | rang          | strafpunten  | totaal       | rang         | strafpunten    | totaal         | rang           | strafpunten | rang   |
| ----------------- | --------------- | ----------- | ----------- | -------- | ------------- | ------------- | ------------- | ------------ | ------------ | ------------ | -------------- | -------------- | -------------- | ----------- | ------ |
| Nicolas Wettstein | Altier d'Aurois | individueel | 40.90       | 56       | 48.40         | 89.30         | 45            | 16.00        | 105.30       | 41           | niet geplaatst | niet geplaatst | niet geplaatst | 105.30      | 41     |

### Moderne vijfkamp
Vrouwen
| atlete          | onderdeel        | schermen (degen) | schermen (degen) | schermen (degen) | schermen (degen) | zwemmen (200 m vrije slag) | zwemmen (200 m vrije slag) | zwemmen (200 m vrije slag) | paardrijden (springen) | paardrijden (springen) | paardrijden (springen) | combinatie: schieten/lopen (10 m luchtpistool)/(3200 m) | combinatie: schieten/lopen (10 m luchtpistool)/(3200 m) | combinatie: schieten/lopen (10 m luchtpistool)/(3200 m) | totaal punten | rang |
| atlete          | onderdeel        | RR               | BR               | rang             | punten           | tijd                       | rang                       | punten                     | strafpunten            | rang                   | punten                 | tijd                                                    | rang                                                    | punten                                                  | totaal punten | rang |
| --------------- | ---------------- | ---------------- | ---------------- | ---------------- | ---------------- | -------------------------- | -------------------------- | -------------------------- | ---------------------- | ---------------------- | ---------------------- | ------------------------------------------------------- | ------------------------------------------------------- | ------------------------------------------------------- | ------------- | ---- |
| Marcela Cuaspud | moderne vijfkamp | 4-31             | 0                | 36               | 124              | 2.27,91                    | 35                         | 255                        | EL                     | 31                     | 0                      | 13.39,94                                                | 33                                                      | 481                                                     | 860           | 35   |

### Schietsport
Vrouwen
| atlete            | onderdeel         | kwalificaties | kwalificaties | finale         | finale         |
| atlete            | onderdeel         | punten        | rang          | punten         | rang           |
| ----------------- | ----------------- | ------------- | ------------- | -------------- | -------------- |
| Diana Durango     | 10 m luchtpistool | 559           | 45            | niet geplaatst | niet geplaatst |
| Diana Durango     | 25 m pistool      | 569           | 38            | niet geplaatst | niet geplaatst |
| Andrea Pérez Peña | 10 m luchtpistool | 565           | 36            | niet geplaatst | niet geplaatst |
| Andrea Pérez Peña | 25 m pistool      | 582           | 13            | niet geplaatst | niet geplaatst |

### Surfen
Vrouwen
| atleet      | onderdeel | eerste ronde | eerste ronde | tweede ronde | tweede ronde | derde ronde          | kwartfinale          | halve finale         | finale / BM          | finale / BM    |
| atleet      | onderdeel | score        | rang         | score        | rang         | tegenstander uitslag | tegenstander uitslag | tegenstander uitslag | tegenstander uitslag | rang           |
| ----------- | --------- | ------------ | ------------ | ------------ | ------------ | -------------------- | -------------------- | -------------------- | -------------------- | -------------- |
| Mimi Barona | surfen    | 7,66         | 3 q          | 8,57         | 5            | niet geplaatst       | niet geplaatst       | niet geplaatst       | niet geplaatst       | niet geplaatst |

### Tafeltennis
Mannen
| atleet       | onderdeel | voorronde            | eerste ronde         | tweede ronde         | derde ronde          | vierde ronde         | kwartfinale          | halve finale         | finale / BM          | finale / BM    |
| atleet       | onderdeel | tegenstander uitslag | tegenstander uitslag | tegenstander uitslag | tegenstander uitslag | tegenstander uitslag | tegenstander uitslag | tegenstander uitslag | tegenstander uitslag | rang           |
| ------------ | --------- | -------------------- | -------------------- | -------------------- | -------------------- | -------------------- | -------------------- | -------------------- | -------------------- | -------------- |
| Alberto Miño | enkelspel | bye                  | Kumar V 2 - 4        | niet geplaatst       | niet geplaatst       | niet geplaatst       | niet geplaatst       | niet geplaatst       | niet geplaatst       | niet geplaatst |

### Triatlon
Individueel
| Atleet          | Evenement | Zwemmen(1.5 km) | Rang 1 | Fietsen (40 km) | Rang 2 | Lopen(10 km) | Totaal Tijd | Ranking |
| --------------- | --------- | --------------- | ------ | --------------- | ------ | ------------ | ----------- | ------- |
| Elizabeth Bravo | Vrouwen   | 20.15           |        | LAPPED          | LAPPED | LAPPED       | LAPPED      | LAPPED  |

### Wielersport

#### BMX
Mannen
Race
| atlete        | onderdeel | kwartfinale | kwartfinale | halve finale | halve finale | finale | finale |
| atlete        | onderdeel | punten      | rang        | punten       | rang         | tijd   | rang   |
| ------------- | --------- | ----------- | ----------- | ------------ | ------------ | ------ | ------ |
| Alfredo Campo | race      | 12          | 4 Q         | 8            | 4 Q          | 40,705 | 5      |

Vrouwen
Race
| atlete          | onderdeel | kwartfinale | kwartfinale | halve finale   | halve finale   | finale         | finale         |
| atlete          | onderdeel | punten      | rang        | punten         | rang           | tijd           | rang           |
| --------------- | --------- | ----------- | ----------- | -------------- | -------------- | -------------- | -------------- |
| Doménica Azuero | race      | 13          | 5           | niet geplaatst | niet geplaatst | niet geplaatst | niet geplaatst |

#### Wegwielrennen
Mannen
| atleet           | onderdeel    | tijd    | rang |
| ---------------- | ------------ | ------- | ---- |
| Richard Carapaz  | wegwedstrijd | 6:05.26 | Goud |
| Jhonatan Narváez | wegwedstrijd | 6:15.38 | 47   |

### Worstelen
Vrouwen
Vrije stijl
| atlete         | onderdeel | eerste ronde               | kwartfinale          | halve finale         | herkansing           | finale / BM          | finale / BM |
| atlete         | onderdeel | tegenstander uitslag       | tegenstander uitslag | tegenstander uitslag | tegenstander uitslag | tegenstander uitslag | rang        |
| -------------- | --------- | -------------------------- | -------------------- | -------------------- | -------------------- | -------------------- | ----------- |
| Lucía Yépez    | −50 kg    | Valentina Islamova W 3 - 1 | Susaki V 0 - 4       | niet geplaatst       | Tsogt-Ochiryn        | niet geplaatst       | 8           |
| Luisa Valverde | −53 kg    | Prevolaraki W 3 - 1        | Bat-Ochir V 1 - 4    | niet geplaatst       | niet geplaatst       | niet geplaatst       | 8           |

### Zwemmen
Mannen
| atleet          | onderdeel        | series  | series | halve finale   | halve finale   | finale         | finale         |
| atleet          | onderdeel        | tijd    | rang   | tijd           | rang           | tijd           | rang           |
| --------------- | ---------------- | ------- | ------ | -------------- | -------------- | -------------- | -------------- |
| Tomas Peribonio | 200 m wisselslag | 2.00,62 | 36     | niet geplaatst | niet geplaatst | niet geplaatst | niet geplaatst |
| Tomas Peribonio | 400 m wisselslag | 4.18,37 | 24     | n.v.t          | n.v.t          | niet geplaatst | niet geplaatst |
| David Farinango | 10 km open water | n.v.t   | n.v.t  | n.v.t          | n.v.t          | 1.53.09,8      | 15             |

Vrouwen
| atleet           | onderdeel        | series | series | halve finale   | halve finale   | finale         | finale         |
| atleet           | onderdeel        | tijd   | rang   | tijd           | rang           | tijd           | rang           |
| ---------------- | ---------------- | ------ | ------ | -------------- | -------------- | -------------- | -------------- |
| Anicka Delgado   | 50 m vrije slag  | 25,36  | 25     | niet geplaatst | niet geplaatst | niet geplaatst | niet geplaatst |
| Anicka Delgado   | 100 m vrije slag | 55,36  | 31     | n.v.t          | n.v.t          | niet geplaatst | niet geplaatst |
| Samantha Arévalo | 10 km open water | n.v.t  | n.v.t  | n.v.t          | n.v.t          | 2.01.30,6      | 11             |